# Iglesia Nueva vida
Iglesia Nueva vida (en francés: Église Nouvelle vie) es una mega iglesia evangélica pentecostal con sede en Longueuil, Canadá. Está afiliada a la Association chrétienne pour la Francophonie. El pastor principal es Claude Houde. 

## Historia
La iglesia fue fundada en 1993 en Longueuil, en Canadá,
con 50 creyentes y el pastor Claude Houde. En 1998, después de una enorme tormenta de hielo, causó severos cortes de frío y electricidad de más de un mes, la iglesia abre sus puertas para albergar a 500 personas sin hogar por tres semanas. Es reconocido por el alcalde como de utilidad pública. En 2001, inauguró su edificio actual que incluye un auditorio de 2,400 asientos, el más grande de la Francofonía de Canadá. En 2003, la iglesia dejó las Asambleas Pentecostales de Canadá. En 2005, nace el Institut de théologie pour la Francophonie, cerca de las instalaciones de Nouvelle vie. En 2006, la iglesia recibe a más de 3,000 personas a la semana. En 2007, la iglesia fundó la Association chrétienne pour la Francophonie (Asociación Cristiana para la Francofonía), una unión evangélica pentecostal, miembro de la Fraternidad Mundial de las Asambleas de Dios. En 2010, Impact, un grupo de música se forma en el departamento juvenil de la iglesia. En 2011, tenía una asistencia semanal de 4,000 personas. En 2024, había abierto 8 campus en diferentes ciudades.

## Acción Nueva vida
La iglesia fundó Action Nouvelle Vie en 1993, una organización humanitaria quien tiene un banco de alimentos, una tienda de segunda mano y programas de asistencia para mujeres embarazadas. La organización tiene su propia junta directiva y, por lo tanto, es un cuerpo independiente de la iglesia. En 2015 fundó 2159, un centro juvenil que tiene como objetivo desarrollar la autonomía y prevenir el desamparo y la delincuencia.

## Nueva vida
La Iglesia también ofrece un servicio en español (Nueva Vida).